# Astylosternus batesi
Astylosternus batesi är en groddjursart som först beskrevs av George Albert Boulenger 1900.  Astylosternus batesi ingår i släktet Astylosternus och familjen Arthroleptidae. IUCN kategoriserar arten globalt som livskraftig. Inga underarter finns listade.